# Willem Jacobszoon Delff

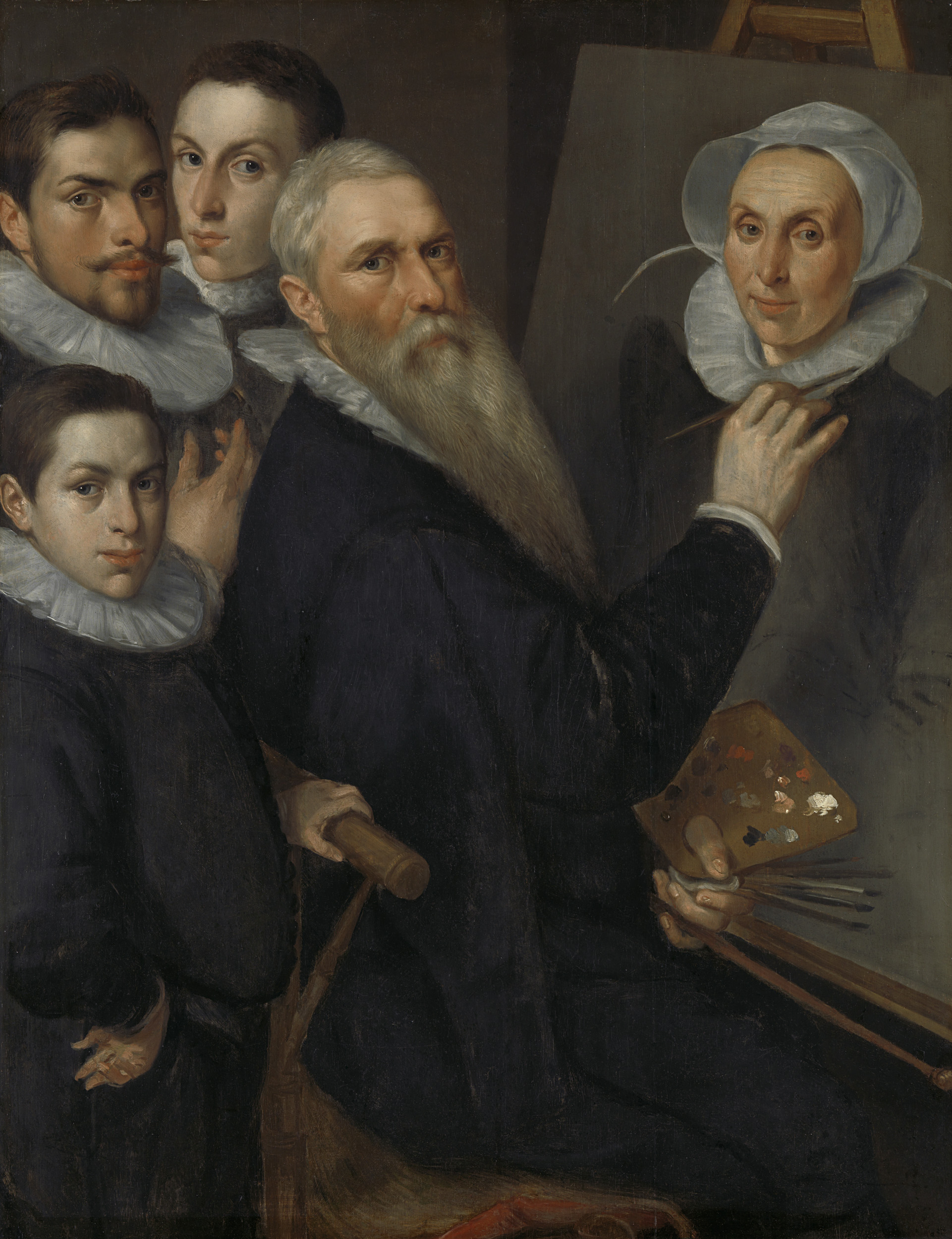
Familie Delff um 1590 (Rijksmuseum, Amsterdam)

Willem Jacobszoon Delff (auch Delfus oder Delphius) (* 15. November 1580 in Delft; † 11. April 1638 ebenda) war ein holländischer Kupferstecher und Maler. Seine Eltern waren Jakob Willemsz. Delff (der Ältere) (um 1550–1601) und Maria Nagel († um 1622).
Auch sein Vater war Maler und zugleich Lehrer seiner drei Söhne. Sein Bruder Cornelius Jacobsz. (van) Delff (um 1571–1643) war spezialisiert auf Stillleben, sein zweiter Bruder Rochus Jacobsz. Delff (1572?–1617) malte vor allem Porträts.
Willem heiratete 1618 Geertruid van Mierevelt (1594–1639), Tochter von Michiel van Mierevelt (1567–1641), mit dem er 1631/32 auch ein Haus kaufte (De Handtboog). Sein Sohn Jacob Willemsz. Delff (der Jüngere) (1619–1661) war ebenfalls ein bekannter Porträtmaler.

## Werke
Viele der Stiche von Delff beruhen auf Porträts, die sein Schwiegervater gemalt hatte.

Auswahl
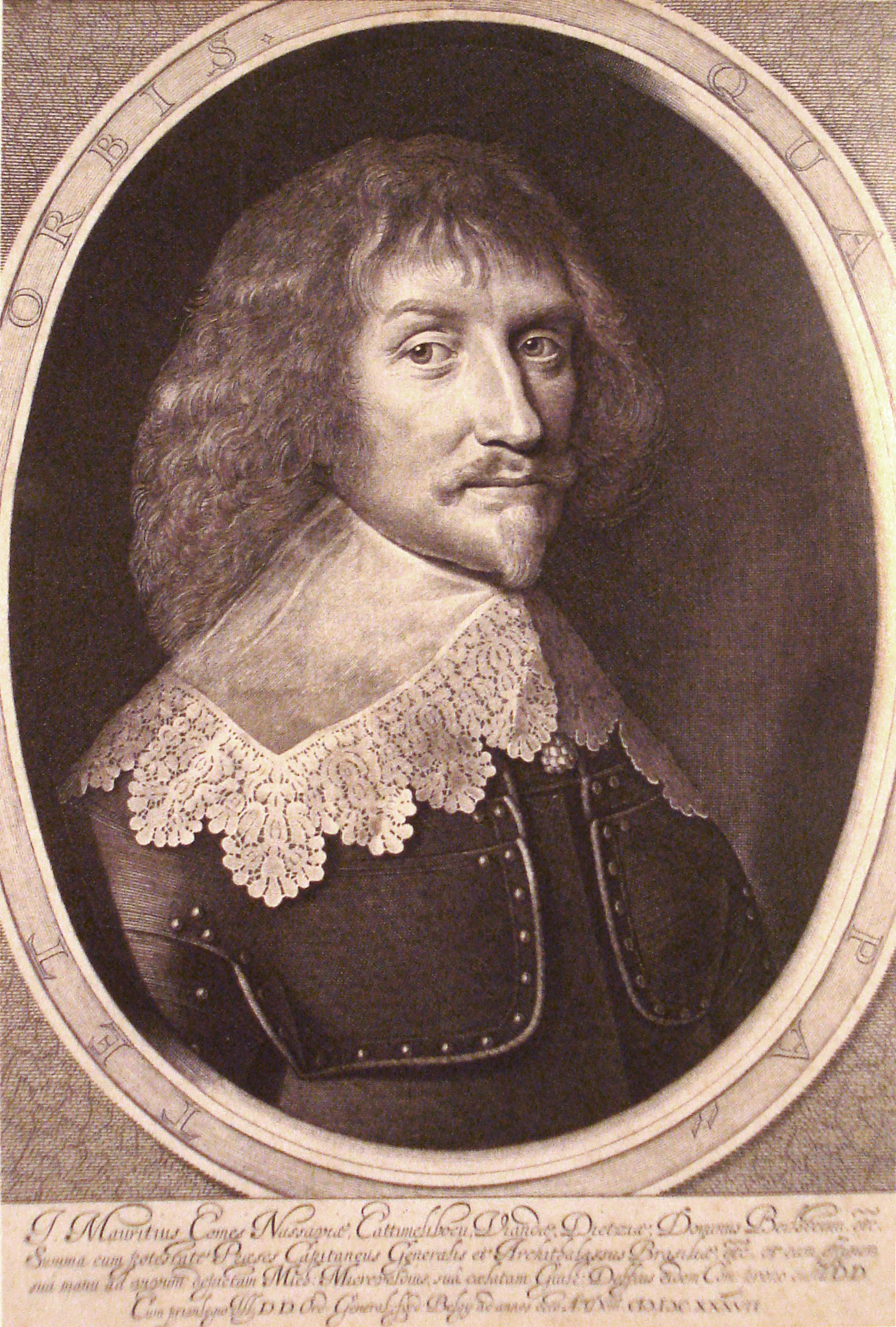
Moritz von Nassau 1637
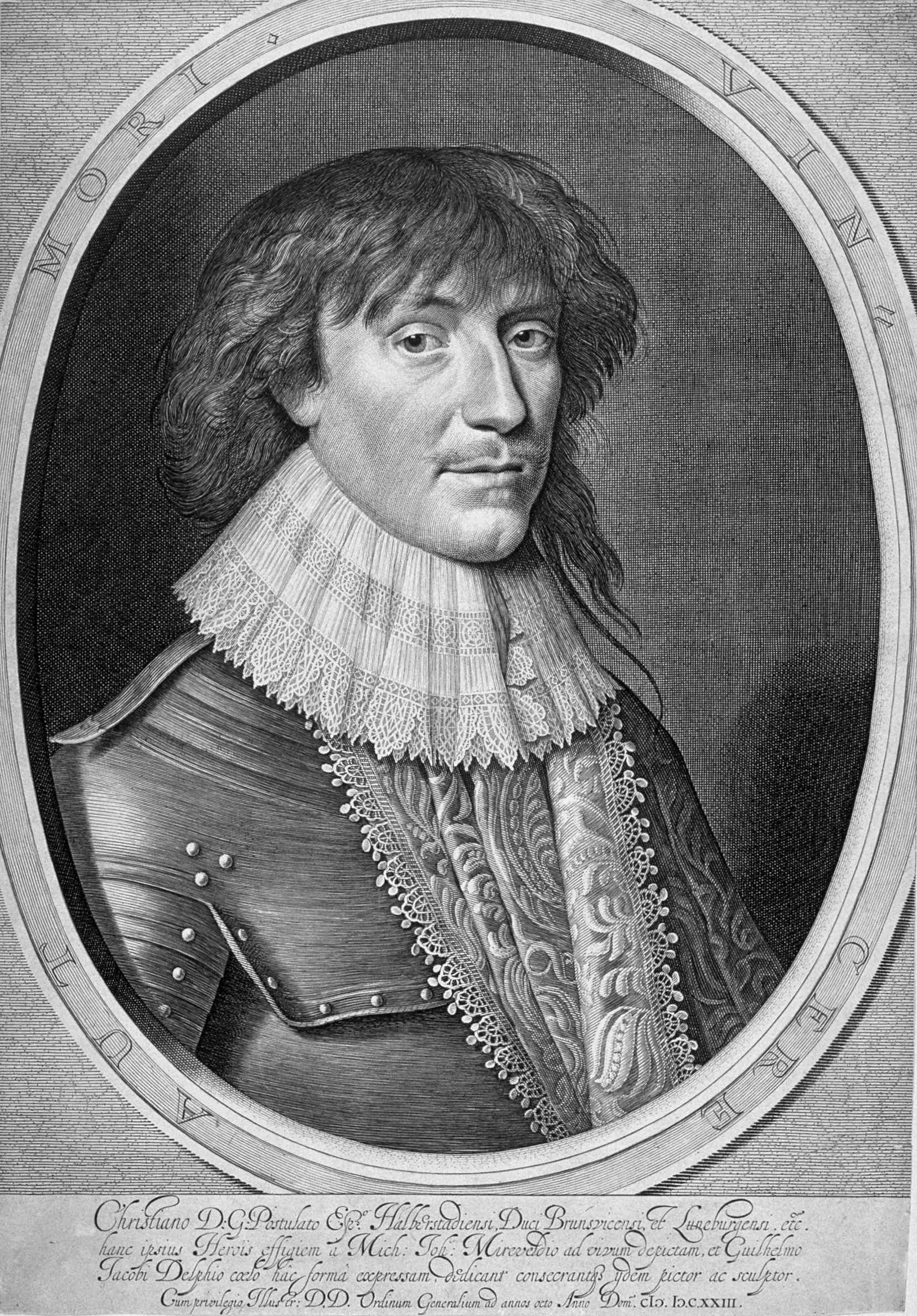
Christian von Braunschweig-Wolfenbuettel 1623
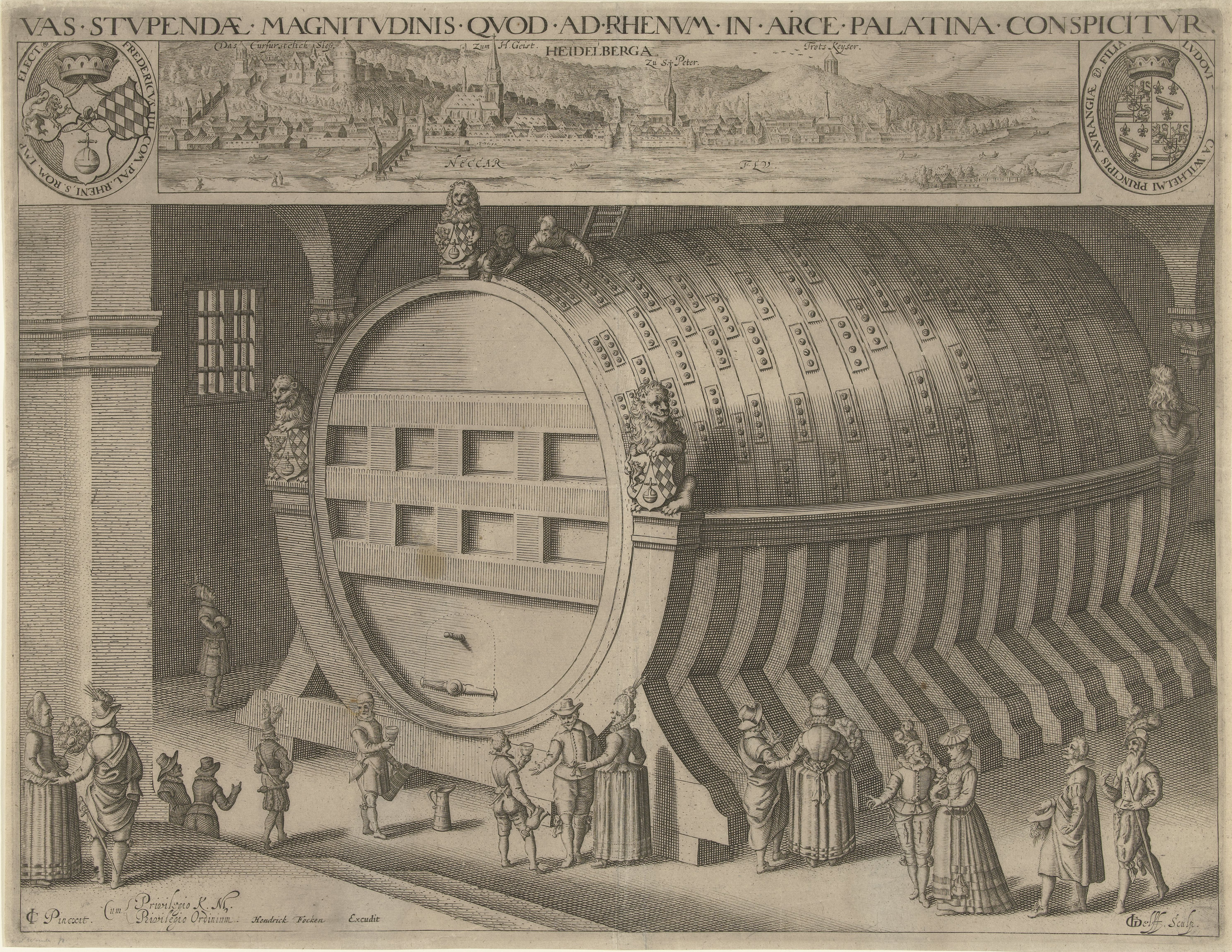
Das Große Fass von Heidelberg 1608